# Pittsburg (New Hampshire)
Pittsburg è un comune degli Stati Uniti d'America facente parte della contea di Coos nello stato del New Hampshire.

## Storia
Dal 1829 al 1836 Pittsburg fu la sede della Indian Stream Republic poiché per oltre 60 anni gli abitanti di questo avamposto selvaggio furono vittime di una disputa che rendeva i confini nazionali incerti.
A seguito delle crescenti discordie tra i governi degli Stati Uniti e del Canada, i legislatori del New Hampshire e alcune compagnie private i coloni, circa 300 persone, decisero di rendersi indipendenti fondando la repubblica "Indian Stream", costituendo una struttura bicamerale, leggi, tribunali, un esercito e una costituzione.
Nel 1835, a seguito dell'arresto di uno dei leader della repubblica, avvenuto in Canada, uno dei sostenitori dell'annessione al Canada venne arrestato generando una escalation di incidenti che sfociò nell'occupazione della Repubblica per ordine del governatore del New Hampshire.
Nel gennaio del 1838 gli inglesi rinunciarono alle pretese su quelle terre e in maggio i cittadini accettarono l'autorità del New Hampshire venendo incorporati nel 1840.
I confini vennero ufficialmente stabiliti nel 1842 con la stipula del Trattato Webster-Ashburton, proposto dal Segretario di Stato Daniel Webster.

## Società
La città di Pittsburg ha avuto una popolazione sostanzialmente stabile durante gli anni.

### Evoluzione demografica
Abitanti censiti